# Moraea brachygyne
Moraea brachygyne là một loài thực vật có hoa trong họ Diên vĩ. Loài này được (Schltr.) Goldblatt miêu tả khoa học đầu tiên năm 1998.